# Nel Monteiro
Manuel Teixeira Monteiro  (Barrô, 11 de Maio de 1945), mais conhecido como Nel Monteiro, é um cantor de música popular portuguesa. É autor e intérprete das suas canções.

## Biografia
Manuel Teixeira Monteiro nasceu em Barrô - Resende a 11 de maio de 1945 mas foi criado no concelho de Santa Marta de Penaguião.
A primeira canção foi feita em 1970. A "Canção de um soldado" foi gravada pelo conjunto típico de Francisco Gouveia, radicado no Canadá desde 1971, que se tornou um grande sucesso.
Fazia canções para outros cantores e guardava algumas. Era funcionário dos Altos Estudos Militares e era também empresário no ramo do mobiliário metálico que depois abandonou quando começou a cantar.
Queria ter uma cassete para mostrar aos meus amigos. Assim em 1984 gravou algumas canções com o conhecido maestro Jorge Machado que o encorajou a encontrar uma editora. Os maiores sucessos desse primeiro disco, lançado pela Edisco, foram "Azar na Praia" e "Allô, Allô Maria Antónia".
Em 1985 gravou o disco "Retrato Sagrado". O tema foi gravado mais tarde por Candida Branca-Flor.
Dá canções a outros cantores como Chiquita, Emanuel, Dino Meira ou Luís Filipe Reis.
Em 1991 forma a Orquestra Lusitana para o acompanhar ao vivo nos seus espetáculos. Lança um mix para baile em 1992.
Depois de nove anos na editora Edisco assina com a multinacional Sony Music onde lança os álbuns "Bronca na discoteca", "Esta miúda (dá-me cabo da cabeça)"e "Bife à portuguesa".
Forma a sua própria editora (DISCODOURO) e a distribuidora MUSICADOURO ambas sedeadas em Albergaria-a-Velha. Lança o trabalho "Douro Vinhateiro" em homenagem à sua região natal.
Em 2006 é editado o disco "PVMC". Grava "Casamento à Portuguesa" com Tânia. Em 2007 lança o disco "Comboio do Forró".
Escreve o seu "Hino da Selecção Portuguesa Euro 2008″. Nel Monteiro e Andreynna apresentam uma "Canção de Natal" na TVI.
Em 2009, a comemorar 25 anos de carreira, lança o disco "Santa Miquelina". Trata-se de uma homenagem ao seu sucesso "Retrato Sagrado".
Em 2017 lança pela Pais Real a compilação "Canções Da Minha Vida" com 14 das suas canções mais conhecidas.

## Discografia
- 1984 - Azar Na Praia (EP, Rapsódia)
- 1984 - Balada do Cavador (EP, Rapsódia)
- 1985 - Retrato Sagrado (Rapsódia)
- 1985 - Nel Monteiro (LP, Edisco) - com Orquestra dirigida por Jorge Machado
- 1986 - Um Caranguejo na Praia (Rapsódia)
- 1986 - Quem quer vir à Régua (LP, Edisco) EDL 18038
- 1987 - Linda Sónia  - Reedição em 2010 (Disco Douro)
- 1987 - Ai Ai Ai Quem Escorrega Também Cai (Edisco)
- 1988 - Não vais ter mais rosas brancas (Edisco)
- 1989 - Oitenta Flores (Minha Mae Querida) (Edisco)
- 1990 - Passarinho Alentejano (LP, Edisco)
- 1990 - Cigana dos Olhos Negros (LP, Edisco)/ Reedição em 2010 (Disco Douro) Réf.: MTMDD/CD/023
- 1991 - Milagre das flores (LP, Edisco)  Réf.: ECD 11
- 1992 - Nel mix (c-Edisco)
- 1993 - As 10 melhores músicas verão 93 (Edisco)/ Reedição em 2010 (Disco Douro) Réf.: MTMDD/CD/024
- 1993 - Bronca na discoteca (Cd, Sony)
- 1994 - Esta miúda (dá-me cabo da cabeça) (CD, Sony)
- 1995 - Bife à portuguesa (CD, Sony) Réf.: 484347 2
- 1997 - É Duro Ser velho (Espacial) Ref.: 3200158
- 1998 - É Duro Ser Mãe (Lusosom)
- 1998 - Cartaz de Festas (Espacial)
- 1998 - Retratos da Vida (Lusosom) Réf.: CD 50053
- 2000 - Douro Vinhateiro (Discodouro) - Réf.: MTMDD/CD/001
- 2001 - Milagre da Burra
- 2001 - O Melhor de Nel Monteiro (Edisco) Réf.: ECD 167
- 2002 - Justiça Popular (Discodouro) Réf.: MTM/DD/CD004
- 2004 - As mais belas canções (Cd, Discodouro) - Ref.: MTMDD/CD/008
- 2005 - Tira o Biquini Amor (Discodouro)  - Ref.: MTMDD/CD/009
- 2006 - PVMC (CD. Discodouro)  - Ref.: MTMDD/CD/011
- 2006 - Sol & Festa (CD, Discodouro) - Ref.: MTMDD/CD/012
- 2007 - Comboio do Forró (CD, Discodouro) - Réf.: MTMDD/CD/015
- 2008 - Euro 2008 (Promo)(CD, One records/Disco Douro) - Réf.: OR10039
- 2009 - Santa Miquelina (CD, Discodouro)  - Réf.: MTMDD/CD/020
- 2011 - Kuduro é que é bom (CD, Discodouro) - Réf.:NTMDD/CD/059
- 2012 - Cartaz do Minho (CD, Discodouro) - Réf.: NTMDD/CD/068
- 2013 - 30 Anos (CD, Espacial) Réf.: 3800491
- 2014 - Bailarico de Verão (CD, Espacial)
- 2016 - Milagre Das Flores (CD, Espacial)
- 2017 - Canções Da Minha Vida (CD, Pais Real)